# 38e cérémonie des National Society of Film Critics Awards
La 38e cérémonie des National Society of Film Critics Awards (NSFC Awards), décernés par la National Society of Film Critics, a eu lieu le 3 janvier 2004, et a récompensé les films réalisés l'année précédente.

## Palmarès

### Meilleur film
1. American Splendor
2. Lost in Translation
3. Mystic River

### Meilleur réalisateur
1. Clint Eastwood pour Mystic River
2. Sofia Coppola pour Lost in Translation
3. Peter Jackson pour Le Seigneur des anneaux : Le Retour du roi (The Lord of the Rings: The Return of the King)

### Meilleur acteur
1. Bill Murray pour le rôle de Bob Harris dans Lost in Translation
2. Paul Giamatti pour le rôle de Harvey Pekar dans American Splendor
3. Sean Penn pour le rôle de Jimmy Markum dans Mystic River

### Meilleure actrice
1. Charlize Theron pour le rôle d'Aileen Wuornos dans Monster
2. Hope Davis pour le rôle de Joyce Brabner dans American Splendor
3. Naomi Watts pour le rôle de Cristina Peck dans 21 Grammes (21 Grams)

### Meilleur acteur dans un second rôle
1. Peter Sarsgaard pour le rôle de Jack Cole dans Le Mystificateur (Shattered Glass)
2. Alec Baldwin pour le rôle de Shelly Kaplow dans Lady Chance (The Cooler)
3. Tim Robbins pour le rôle de Dave Boyle dans Mystic River

### Meilleure actrice dans un second rôle
1. Patricia Clarkson pour le rôle de Joy Burns dans Pieces of April et de Olivia Harris dans The Station Agent
2. Shohreh Aghdashloo pour le rôle de Nadereh "Nadi" Behrani dans House of Sand and Fog
3. Maria Bello pour le rôle de Natalie Belisario dans Lady Chance (The Cooler)

### Meilleur scénario
1. American Splendor – Shari Springer Berman et Robert Pulcini
2. Mystic River – Brian Helgeland
3. The Secret Lives of Dentists – Craig Lucas

### Meilleure photographie
1. Master and Commander : De l'autre côté du monde (Master and Commander: The Far Side of the World) – Russell Boyd
2. Lost in Translation – Lance Acord
3. Elephant – Harris Savides

### Meilleur film en langue étrangère
1. L'Homme sans passé (Mies vailla menneisyyttä) •  Finlande
2. Les Triplettes de Belleville •  France
3. Plaisirs inconnus (任逍遥) •  Chine

### Meilleur film documentaire
1. Être et avoir
2. The Fog of War
3. Spellbound

### Film Heritage
1. Kino on Video pour sa collection de DVD sur F.W. Murnau, Erich von Stroheim et l'American Film Theatre Series.
2. Milestone Film & Video pour sa distribution au cinéma et ses présentations DVD de À l'angle du monde (The Edge of the World) de Michael Powell, du Fantôme de l'Opéra (The Phantom of the Opera) de Rupert Julian, du Piccadilly d'E.A Dupont, de La Terre d'André Antoine et des films de Evgeni Bauer.